# Québec-Centre (district électoral)
Québec-Centre est un ancien district électoral provincial du Québec qui a existé de la confédération (1867) jusqu'en 1966.

## Liste des députés

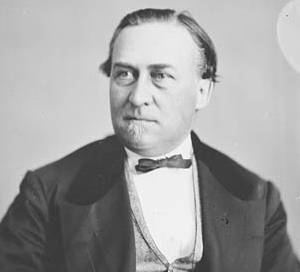
Hector Langevin, Maire de Québec de 1858-1861

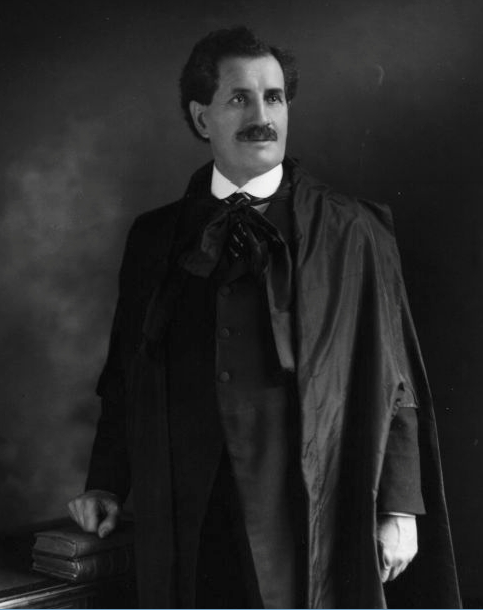
Joseph-Octave Samson, Maire de Québec de 1920-1926

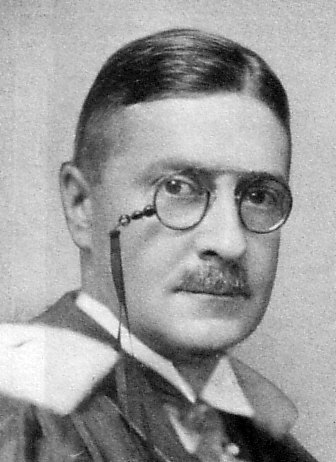
Philippe Hamel, député de 1935-1939

| Années | Années      | Député                 | Parti           |
| ------ | ----------- | ---------------------- | --------------- |
|        | 1867 - 1871 | Georges-Honoré Simard  | Conservateur    |
|        | 1871 - 1874 | Hector-Louis Langevin  | Conservateur    |
|        | 1874 - 1875 | Rémi-Ferdinand Rinfret | Conservateur    |
|        | 1875 - 1878 | Rémi-Ferdinand Rinfret | Libéral         |
|        | 1878 - 1881 | Rémi-Ferdinand Rinfret | Libéral         |
|        | 1881 - 1886 | Rémi-Ferdinand Rinfret | Libéral         |
|        | 1886 - 1890 | Rémi-Ferdinand Rinfret | Libéral         |
|        | 1890 - 1890 | Rémi-Ferdinand Rinfret | Libéral         |
|        | 1892 - 1897 | Victor Châteauvert     | Conservateur    |
|        | 1897 - 1900 | Amédée Robitaille      | Libéral         |
|        | 1900 - 1902 | Amédée Robitaille      | Libéral         |
|        | 1902 - 1904 | Amédée Robitaille      | Libéral         |
|        | 1904 - 1908 | Amédée Robitaille      | Libéral         |
|        | 1908        | Amédée Robitaille      | Libéral         |
|        | 1908 - 1912 | Eugène Leclerc         | Libéral         |
|        | 1912 - 1916 | Eugène Leclerc         | Libéral         |
|        | 1916 - 1919 | Lawrence Arthur Cannon | Libéral         |
|        | 1919 - 1923 | Lawrence Arthur Cannon | Libéral         |
|        | 1923 - 1927 | Pierre-Vincent Faucher | Conservateur    |
|        | 1927 - 1931 | Joseph-Octave Samson   | Libéral         |
|        | 1931 - 1935 | Joseph-Octave Samson   | Libéral         |
|        | 1935 - 1936 | Philippe Hamel         | ALN             |
|        | 1936 - 1939 | Philippe Hamel         | Union nationale |
|        | 1939 - 1944 | Joseph-William Morin   | Libéral         |
|        | 1944 - 1948 | Joseph-William Morin   | Libéral         |
|        | 1948 - 1952 | Gérard Guay            | Union nationale |
|        | 1952 - 1956 | Maurice Cloutier       | Union nationale |
|        | 1956 - 1960 | Maurice Cloutier       | Union nationale |
|        | 1960 - 1962 | Maurice Cloutier       | Union nationale |
|        | 1962 - 1966 | Henri Beaupré          | Libéral         |